# Jan Altink

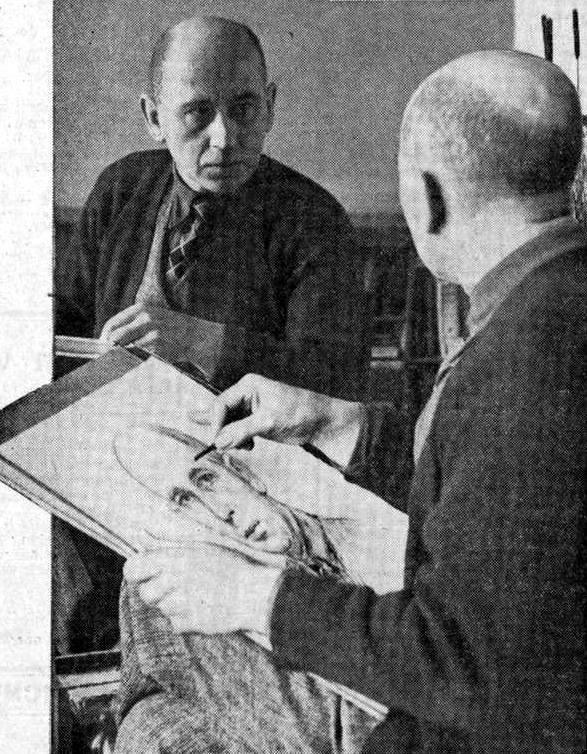
Kunstschilder Jan Altink, 1935

Jan Altink (Groningen, 19 oktober 1885 – aldaar, 6 december 1971) was een der veelzijdigste schilders uit het Hollandse expressionisme.

## Biografie
Altink stamde uit een veehoudersgezin en kreeg zo zijn voorkeur voor het plattelandsleven mee. Niettemin werkte hij ook in Keulen en Hamburg, aan de Italiaanse Rivièra en in Zwitserland. Toen hij 15 jaar werd, liet hij zich inschrijven aan de Academie Minerva in Groningen. Hij bleef er opleiding volgen tot 1907. Tot zijn vroegste opleiders hoorden F.H. Bach en Dirk de Vries Lam. Door Bach werd Altink aangemoedigd buiten te schilderen in het "Groninger land". Een aantal vroege tekeningen van Altink uit de jaren 1922-1923 laat echter zien dat hij ook in Vincent van Gogh een inspiratiebron vond. In 1915 begon hij met Berend Barlinckhoff aan de Visserstraat no. 14 in Groningen het reclamebureau "Barlinckhoff en Altink Decorateurs en Teekenaars". Hij maakte onder meer reclamewerk voor de warenhuizen van Vroom & Dreesman in Zwolle en Meppel, dat door het mede Ploeglid Hendrik Werkman werden gedrukt.
In mei 1918 was hij een van de oprichters van de bekende Groningse kunstenaarsgroep De Ploeg. De naam is bedacht door Jan Altink. Hij wilde de Groninger kunst gaan "ontginnen" en dacht daarbij aan het omwoelen van aarde. Hierbij is een ploeg nodig, vandaar de naam. De statuten waren van dit streven geen afspiegeling. Er werd een zeer pragmatisch doel omschreven: …’Groninger artiesten nader tot elkaar brengen en het kunstleven op alle wijzen te bevorderen’. De Ploeg kende geen artistiek manifest. In 1921 werd hij er de secretaris van en meermaals trad hij op als jurylid bij de exposities van de kring.
Beïnvloed door de vijf jaar jongere Jan Wiegers gaf Altink, in 1924, het Groningse Oerprovincialisme op en nam hij het heftiger kleurenpalet van het expressionisme over, toch emotioneel ingetogen verbonden blijvend aan het Groningse landschap. Vanaf 1934 werd hij zelf leraar aan de Groningse Academie. Hij ontwierp ook exlibris en in ieder geval een boekband voor uitgever Bosch en Keunig in 1937 (Vonken van het verleden). In 1955 kreeg hij, vanwege van zijn indrukwekkende kunstprestatie, de Culturele prijs van de provincie Groningen. Enkele van zijn leerlingen waren Derk Meedema, Everhardus Joseph Scheffers, Klaas Jacob Woltil, Eddy Wieringa, Remko Watjer, Arya Plaisier, Marten Klompien, Wietse Hoving, Siep van den Berg en Ruurd Elzer.
Kenmerkend voor Jan Altink is zijn grote voorliefde voor het buiten werken. Het maakt hem meer dan enig ander Ploeglid de "landschapsschilder van de kunstkring bij uitstek". De soms spontaan ontstane, scherp waargenomen en raak weergegeven was- en olieverfportretten tonen aan dat hij ook dat motief ten volle beheerste en daarin zichzelf soms overtrof. Hij was een trefzekere tekenaar, die niet meer vastlegde dan nodig was. Als graficus liet hij een belangrijk oeuvre na, waarin de etsen en de litho's een prominente plaats innemen.

## Werk in openbare collecties (selectie)
- Kunstmuseum Den Haag
- Stedelijk Museum Amsterdam
- Groninger Museum, Groningen
- Paleis Het Loo Nationaal Museum, Apeldoorn
- Museum De Wieger, Deurne

## Tentoonstellingen
- Iconen van het Groningerland van 19 november 2011 tot en met 9 april 2012 in het Groninger Museum in Groningen[1]
- Avant-garde in Groningen - De Ploeg 1918-1928, in het Groninger Museum